# 454-й дальнебомбардировочный авиационный полк
454-й дальнебомбардировочный авиационный полк — авиационная воинская часть бомбардировочной авиации ВВС РККА в Великой Отечественной войне

## История
454-й дальнебомбардировочный авиационный полк или 454-й бомбардировочный авиационный полк, он же 12-А дальнебомбардировочный авиационный полк, создан в августе 1941 на базе 12-го дальнебомбардировочного авиационного полка.
С момента создания входил в состав формируемой 26в бад, далее получившей номер 134 бад. Позднее она была переименована в 113 бад.
На вооружении имел самолёты ДБ-3 и ДБ-3Ф.
В 1943—1945 годах был в составе 2 ВА, потом 3 ВА, воевал на самолётах Ту-2.

## Командир полка
- капитан, майор Виноградов Николай Иванович (1941 г. — 15.01.1942 г., не вернулся из боевого вылета[1])

- капитан Бочарников Яков Алексеевич (врио 16.01.1942 г. — 04.02.1942 г., не вернулся из боевого вылета)

- подполковник Татулов Аветис Артёмович (03.07.1942 г. — апр. 1945 г.)

- подполковник Салов, Василий Геннадьевич (с мая 1945 г.)

## Комиссар полка
- старший политрук Безбожный Василий Митрофанович[2]
- батальонный комиссар Лелюхин Василий Иванович

## Начальник штаба полка
- старший лейтенант, капитан Пенкин Николай Александрович (с октября 1941 г.)

- майор Ясенков Николай Степанович[3]

## Наиболее отличившиеся лётчики и штурманы полка
| Фамилия, имя отчество            | Воинское звание   | Должность                   | Награды | Совершенный подвиг                                                                   | Примечание                                                                      |
| -------------------------------- | ----------------- | --------------------------- | ------- | ------------------------------------------------------------------------------------ | ------------------------------------------------------------------------------- |
| Батманов Яков Никитич            | Капитан           | Штурман эскадрильи          |         | 16 боевых вылета на бомбардировку военных объектов.                                  | Не вернулся из боевого задания 19.3.1942 г..                                    |
| Джулакян Григорий Арзуманович    | Старший лейтенант | Штурман эскадрильи          |         | 10 боевых вылета на бомбардировку военных объектов                                   | Погиб 26.3.1942 г.                                                              |
| Латышев Алексей Павлович         | Капитан           | Командир эскадрильи         |         | 17 боевых вылетов                                                                    |                                                                                 |
| Мысак Тихон Игнатьевич           | Старший политрук  | Комиссар эскадрильи         |         | 13 боевых вылетов                                                                    | Назначен командиром 411 ОАЭС                                                    |
| Петросян Иван Сергеевич          | Капитан           | Командир эскадрильи         |         | 28 вылетов на дальнюю разведку. 24 боевых вылета на бомбардировку военных объектов.  | Не вернулся из боевого задания 15.12.1944 г.                                    |
| Пиксаев Иван Иванович            | Капитан           | Командир эскадрильи         |         | 33 боевых вылета на бомбардировку военных объектов.                                  | В мае 1945 г. назначен командиром корабля 89 ТРАП                               |
| Попков Николай Алексеевич        | Капитан           | Штурман эскадрильи          |         | 15 дневных и 3 ночных боевых вылета                                                  |                                                                                 |
| Тарасов Григорий Борисович       | Старший лейтенант | Адъютант эскадрильи         |         | 67 боевых вылетов на бомбардировку и разведку военных объектов.                      | Сбит при выполнении боевого задания 25.08.1944 г. Вернулся в часть 29.8.1944 г. |
| Тихонов Иван Александрович       | Майор             | Пом. командира полка по ВСС |         | 35 боевых вылетов на бомбардировку и разведку военных объектов.                      | Погиб 09.8.1943 г.                                                              |
| Харченко Николай Селиверстович   | Старший лейтенант | Зам. командира эскадрильи   |         | 2 боевых вылета во время Иранской операции и 13 боевых вылетов на Кавказском фронте. | Погиб 19.3.1942 г.                                                              |
| Чистяков Александр Александрович | Капитан           | Командир эскадрильи         |         | 12 боевых вылетов на Крымском фронте                                                 | Назначен зам. командира 453 ДБАП                                                |

## Боевые действия
Полк принял участие в совместной советско-британской операции в Иране в августе 1941 года, в составе 26 дбад, которая в этот момент переформировывалась на несколько дивизий, в том числе 134 дбад. Основная работа — разбрасывание листовок.
В составе 134-й бомбардировочной авиационной дивизии (с января 1942 года — 113-я бомбардировочная авиационная дивизия) полк участвовал боях на Крымском фронте, бомбардировал технику противника на железнодорожных станций Джанкой и Ислан-Терек, на аэродроме Сарабуз, в районе населенных пунктов Байдары, Байрач, Владиславовка, Дальние Камыши, Керчь Курган, Новая Покровка, Марфовка, Сиат-Асан и Черкес.
15 января 1942 года из боевого вылета не вернулся экипаж командира полка майора Н. Ив. Виноградова и штурмана полка капитана А. В. Фёдорова и экипаж командира эскадрильи капитана Н. А. Самарина и штурмана эскадрильи лейтенанта А. А. Кобылка.
4 февраля 1942 года из боевого задания не вернулся экипаж в составе временно исполняющего должность командира полка капитан Я. А. Бочарникова, временно исполняющего должность штурмана полка капитана А. С. Марташова, начальника воздушно-артиллерийской службы эскадрильи ст. лейтенанта Ф. Ив. Архипова, зам. начальника штаба полка капитана А. С. Гаврилова, стрелка-бомбардира лейтенанта М. П. Дубривного.
08.05.1942 года 454 дбап убывает к месту новой дислокации — 11 запасной авиаполк (г. Кировобад) на доформирование и переучивание на самолёт Бостон. Мат.часть полка передаётся в 12 дбап. Часть л/с полка передаётся в 12 дбап, часть л/с 12 дбап передаётся в 454 дбап.

## Личный состав

### Личный состав на конец июля — начало августа 1941 (создание полка)
- Виноградов Николай Иванович, 1905, капитан, командир 454 дбап
- Безбожный Василий Митрофанович, 1907, ст.политрук, военком 454 дбап
- Марничев (Маркичев ?), военврач 3 ранга
- Пенкин Николай Александрович, 1908, капитан, нач.штаба 454 дбап
- Гаврилов Александр Сергеевич, 1911, ст.лейтенант, зам.нач.штаба 454 дбап
- Волчек Леонид Павлович, 1911, ст.лейтенант, пом.нач.штаба 454 дбап по разведке
- Франчук Владимир Феофанович, 1911, воентехник 1 ранга, начальник связи 454 бап
- Фёдоров Анатолий Васильевич, 1910, капитан, штурман 454 бап
- Пятаков Михаил Ефимович, 1912, лейтенант, начальник химслужбы 454 бап
- Мосенцев Степан Денисович, 1914, мл.политрук, начальник отдела строевого и кадров
- Обрывков Пётр Николаевич, 1904, воентехник 1 ранга, ст.инженер 454 бап
- Емельянов Иван Иванович, 1912, воентехник 1 ранга, инженер вооружения

- Левин Иосиф Владимирович, 1913, воентехник 1 ранга, инженер по электро и спецоборудованию

- Федоренко Павел Максимович, 1912, воентехник 1 ранга, инженер по полевому ремонту

- Самарин Николай Алексеевич, 1909, капитан, командир эскадрильи 454 дбап

- Кобылка Алексей Артёмович, 1914, лейтенант, штурман эскадрильи
- Ворошко Фёдор Александрович, 1915, лейтенант, начальник связи эскадрильи

- Ляпунов Александр Устинович, 1909, ст.лейтенант, адъютант эскадрильи
- Остробородов Лев Евгеньевич, 1909, ст.лейтенант, командир звена

- Нечепуренко Николай Филиппович, 1911, лейтенант, командир звена
- Лысенко Иван Иванович, 1911, ст.лейтенант, пилот

- Чернов Евгений Иванович, 1915, лейтенант, пилот
- Краюшкин Александр Иванович, 1913 или 1918, лейтенант, пилот

- Медянников Александр Иванович, 1913, лейтенант, пилот

- Логинов Михаил Григорьевич, 1918, лейтенант, пилот

- Лукин Иван Юрьевич, 1917, лейтенант, пилот

- Попков Николай Алексеевич, 1916, лейтенант, штурман звена

- Левашин Николай Иосифович, 1910, ст.лейтенант, штурман звена

- Смолин Иван Николаевич, 1912, лейтенант, стрелок-бомбардир

- Дзугаев Пётр Абиевич, 1912, лейтенант, стрелок-бомбардир
- Румянцев Николай Иванович, 1907, воентехник 1 ранга, ст.техник эскадрильи

- Гержан Николай Григорьевич, 1919, воентехник _ ранга, техник авиавооружения эскадрильи

- Степаненко Иван Денисович, 1913 или 1914 г.р. (5 января 1914), воентехник 1 ранга, техник звена

- Здоронков Василий Дмитриевич, 1914, воентехник 1 ранга, техник звена

- Иванов Павел Васильевич, 1907, воентехник 1 ранга, техник звена,
- Белянкин Владимир Иванович, 1914, воентехник 1 ранга, авиационный механик
- Иванов Павел Иванович, 1914, воентехник 2 ранга, авиационный механик

- Погребняк Алексей Петрович, 1903, воентехник 2 ранга, авиационный механик

- Казаков Виктор Дмитриевич, 1911, воентехник млад., механик авиационный

- Вдовин Александр Степанович, 1918, воентехник _ ранга, механик авиационный

- Бочарников Яков Алексеевич, 1907, капитан, командир АЭ
- Новиков Константин Георгиевич, 1903, ст.политрук, военком АЭ
- Марташев Андрей Сергеевич, 1902 (?), капитан, штурман АЭ
- Дубривный Михаил Петрович, 1911, лейтенант, адъютант АЭ

- Чистяков Александр Александрович, 1908 или 1912 года рождения, ст.лейтенант,
- Кветков (Квитков ?) Николай Георгиевич, 1911, капитан, командир звена

- Голяев Василий Павлович, 1907, ст.лейтенант, пилот

- Пелипенко Андрей Васильевич, 1916 или 1910, лейтенант, пилот
- Арефин Василий Григорьевич, 1915, лейтенант, штурман звена
- Пивень Василий Дорофеевич, 1918, лейтенант, стрелок-бомбардир

. Умер 25.12.1944 , Госпиталь ЭГ 1098, Венгрия, варм. Хайду, г. Дебрецен, восточная сторона, аэродром, кладбище лётчиков

- Бронников Георгий Устинович, 1914, лейтенант, стрелок-бомбардир

- Архипов Фёдор Иванович, 1914, лейтенант, стрелок-бомбардир

- Логинов Иван Николаевич, 1907, воентехник 1 ранга, техник АЭ 12А ДБ авиаполка
- Нелюбин Алексей Михайлович, 1915, воентехник 2 ранга, техник авиавооружения
- Захаров Василий Павлович, 1918, воентехник 1 ранга, техник звена
- Моисеев Михаил Михайлович, 1915, воентехник 2 ранга, авиационный механик

- Данилов Николай Илларионович, 1914, воентехник 2 ранга, техник авиазвена

- Неляков Сергей Гаврилович, 1916, воентехник 2 ранга, механик авиационный

## Подчинение
Полк был создан в августе 1941 года из 12 дбап, некоторое время имел название 12А дбап, потом был назван 454 дбап.
Полк 12 дбап входил в состав 26 дбад, которая переформировывалась на 4 дивизии, в том числе 134 дбад, в которую вошли 12 дбап и 454 дбап.
В 1945 году 454 бап входил в состав 334 бад, которая входила в 6-й бомбардировочный авиационный корпус,
который был частью Забайкальского фронта.
(Смотри 12-я воздушная армия (СССР), Советско-японская война).